# Helmut Degen
Helmut Degen (* 14. Januar 1911 in Aglasterhausen; † 2. Oktober 1995 in Trossingen) war ein deutscher Komponist, Organist und Dirigent.

## Leben
Degen studierte ab 1930 an der Rheinischen Musikschule in Köln Theorie und Tonsatz bei Wilhelm Maler, Ernst Gernot Klussmann und Philipp Jarnach und Dirigieren bei Carl Ehrenberg. Ab 1933 bis 1937 studierte er an der Rheinischen Friedrich-Wilhelms-Universität Bonn bei Ludwig Schiedermair und Leo Schrade, der 1937 aus rassistischen Gründen entlassen wurde. 1933 gründete er in Köln ein Kammerorchester für Neue Musik und war als Organist und Musiklehrer in Altenkirchen tätig. Ab 1937 lehrte er Musiktheorie an der Musikhochschule Duisburg, ab 1942 am Landerziehungsheim Buchenau bei Hersfeld. Am 27. Mai 1941 beantragte er die Aufnahme in die NSDAP und wurde zum 1. Juli desselben Jahres aufgenommen (Mitgliedsnummer 8.859.969). Im Jahre 1947 wechselte er an die Hochschule für Musik Trossingen und wurde 1954 zum Professor ernannt. 
Sein Stil erinnert an Paul Hindemith und er nutzt Techniken ähnlich der Zwölftontechnik. Mit Jugend- und Volksmusikwerken versuchte er breiteren Kreisen den Zugang zur zeitgenössischen Musik zu erleichtern. Zudem wirkte er als Herausgeber Alter Musik.

## Schüler
- Gerbert Mutter
- Gerd Witte
- Gerd Lisken
- J. Hartmut Burgmann

## Werke

### Kompositionen
- Konzert für Orgel und Orchester (1938)
- Sonate für Viola und Klavier (1940); Willy Müller, Süddeutscher Musikverlag
- Weihnachtsmusik über Kommet, ihr Hirten (1941) für Orgel; Bärenreiter
- Kleine Weihnachtsmusik für Streicher und Holzbläser (1942); P. J. Tonger
- Der flanderische Narr, Ballet (1942)
- Konzert für Flöte und Streichorchester, 1944[4]
- Sonate für Flöte und Bratsche, 1944[4]
- Kleines Konzert (1944–1945)
- Kammersinfonie (1947); Schott
- Konzert Etüden (1948); Schott
- Befiehl du deine Wege; Kantate (1948)
- Suter, Oratorium (1950)
- Unisono-Stücke für Violine oder Viola, oder Cello Solo (1950); Heinrichshofen Verlag
- Handbuch der Formenlehre: Grundsätzliches zur musikalischen Formung (1957); Bosse
- 10 Stücke für Violine und Viola; Willy Müller, Süddeutscher Musikverlag
- Johannes-Passion (1961–1962)
- Capriccio für Akkordeon und Cello (1970)
- Genesis-Offenbarung, Oratorium (1973)
- Metamorphosen für Cello und Klavier (1980)
- Konzert für 12 Celli (1982)
- Capriccio scherzando für Klavier

### Schriften
- Helmut Degen: Handbuch der Formenlehre. Grundsätzliches zur musikalischen Formung. Gustav Bosse, Regensburg 1957.